# 博士候選人
博士候選人（Ph.D. candidate） ，全名博士學位候選人，是「修畢學分」和「通過資格考」的博士班研究生。在身分上，博士候選人一般代表即將獲得博士學位，屬於一種學歷階段，並不是正式的學位。

## 法規與慣例

### 台灣
在中華民國2018年修正的《學位授予法》第九條第一項，對博士候選人有明文規定：
|  | 大學修讀博士學位之學生，具有下列條件者，得為博士學位候選人： 一、修滿應修學分。 二、通過博士學位候選人資格考核。 |

在修滿所需必要學分、通過博士候選人資格考核後，博士候選人還須滿足同法第二項，即「博士學位候選人依法修業期滿，符合畢業條件並提出論文，經博士學位考試委員會考試通過者」，方得「授予博士學位」。有些學校通過資格考就得以成為博士候選人，有的學校則會額外規定外語能力作為門檻
。

### 香港
香港在學位授予之相關法規上，對博士候選人並沒有統一規範。不過，有些學校的科系會個別訂定細則，比如香港中文大學的哲學博士課程在2022年以前規定：學生須完成修課要求、於研究法相關科目取得平均成績「B」等或以上，及在綜合資格考試取得合格；在2022年以後，加上「修讀博士學位期間於科學引文索引（SCI）、社會科學引文索引（SSCI）、藝術與人文引文索引（AHCI）或其他獲指導老師及學部主任批准的學術期刊投稿」的規定，得為博士候選人。除了香港中文大學，香港教育大學也有以博士候選人之職稱擔任老師的案例。

### 澳門
澳門對教育單位並未有關於博士候選人的法規，由個別學校的學位各自規定。比如，澳門理工大學的《博士學位課程教務規章》第十一條是關於「博士候選人資格考核」的規定，博士班研究生自入學登記日起計十二至二十四個月內完成以下項目：一、及格完成修課要求中所屬課程指定的部分。二、提交詳細的研究計劃。三、通過博士候選人資格考核。

### 中國大陸
目前，中國大陸並沒有關於「博士候選人」的相關法規。

### 歐美等地
在美國、歐洲、澳洲等地，通常會將「滿足了除博士論文外的所有條件」的博士生學習狀態稱為準博士（ABD, all but dissertation），較少以博士候選人稱呼。不過，近年美國學界對於博士候選人（Ph.D.(c)）或準博士作為頭銜有所批評，認為對學界以外存在誤導性，會和已獲得博士學位的身分混淆。牛津英語詞典收錄該詞，稱博士生「完成博士論文之外所有取得博士學位的必要條件」即為準博士。準博士之資格在美國以外，有時沒有相關規定，甚至不須參加正式考試，只須完成該校所的相關要求即可取得。以昆士蘭科技大學高等學位課程規定為例，博士生在完成任何必修課程或通過考試之前，僅是註冊、開始就讀博士學位課程，即可被稱為「準博士」。這樣的身分是各學校而定，比如南澳大學自2016年開始，規定具有博士候選人身分的研究生必須通過至少一場評定的會議，與兩位考官進行口頭答辯；在官方網站上更為博士候選人設立新聞專區。

## 學位與獎學金

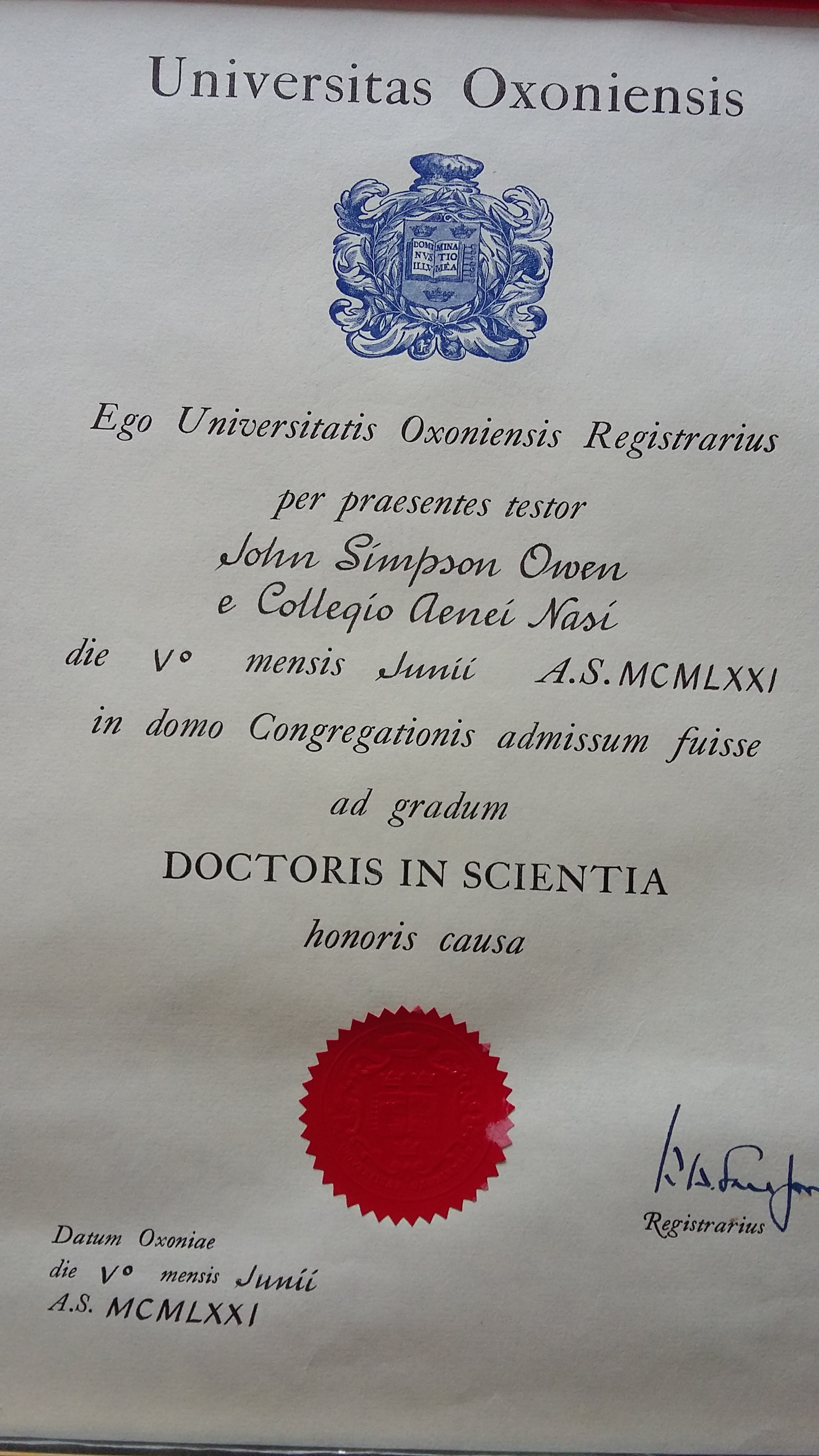
牛津大學博士學位證書

相較於一般的博士生，博士候選人通常會擁有更多競爭性獎學金的申請機會，例如台灣有中央研究院、國家科學及技術委員會等單位定期提供博士候選人獎學金的申請，加拿大則有自然科學與工程研究委員會（NSERC）、加拿大健康研究所（CIHR）和社會科學與人文研究委員會（SSHRC）為不同領域的博士候選人提供經費的申請機會，澳洲新南威爾斯大學則提供博士候選人身分的研究生獨立研究的計畫案。
在學位的授予上，修習英國三明治課程計劃的博士候選人，並不會在同一所大學度過他們的整個學習歷程，期間會進入其他機構進行研究或實地考察，完成學術界和產業界的連結。有時，修習三明治課程的博士候選人，學位會由兩所大學共同頒發。